# Zuzana Cibičková
Zuzana Cibičková (ur. 26 sierpnia 1988 w Komárnie) – słowacka szachistka, arcymistrzyni od 2011 roku.

## Kariera szachowa
Wielokrotnie reprezentowała Słowację na mistrzostwach świata i Europy juniorek w różnych kategoriach wiekowych, dwukrotnie (Belgrad 2004, Balatonlelle 2006) zdobywając brązowe medale drużynowych mistrzostw Europy do 18 lat.
Dwukrotnie (2004, 2006) uczestniczyła w szachowych olimpiadach. Oprócz tego, trzykrotnie wystąpiła w reprezentacji Słowacji w drużynowych turniejach o Puchar Mitropa (ang. Mitropa Cup), dwukrotnie (2005, 2007) zdobywając brązowe medale.
W latach 2006–2008 trzykrotnie z rzędu zdobyła złote medale mistrzostw Słowacji juniorek do 20 lat. W 2008 r. zdobyła w Zwoleniu brązowy medal indywidualnych mistrzostw Słowacji kobiet. Normy na tytuł arcymistrzyni wypełniła w 2010 r. w Preszowie (gdzie zajęła II m. za Ołehem Romanyszynem) i Pardubicach oraz podczas drużynowych mistrzostw Węgier (w sezonie 2010/2011).
Najwyższy ranking w dotychczasowej karierze osiągnęła 1 lipca 2011 r., z wynikiem 2310 punktów zajmowała wówczas 5. miejsce wśród słowackich szachistek.